# Càrn Dearg Mòr
Cet article possède un paronyme, voir Càrn Dearg.
Le Càrn Dearg Mòr est un sommet d'Écosse culminant à 857 mètres d'altitude. Situé au sud-ouest des Cairngorms en Écosse, il fait partie des monts Grampians dans les Highlands. Le Càrn Dearg, une antécime, est situé au sud-ouest et culmine à 789 mètres d'altitude.